# Internationella finansieringsbolaget
Internationella finansieringsbolaget (engelska: International Finance Corporation), förkortat IFC, är en internationell finansinstitution med uppgift att främja utvecklingsländers utveckling av sina privata sektorer. Detta sker genom ekonomiska investeringar, rådgivning och kapitalförvaltning. IFC är en del av Världsbanken och har sitt huvudkontor i Washington, D.C., USA.